# Chlorotocus novaezealandiae
Chlorotocus novaezealandiae is een garnalensoort uit de familie van de Pandalidae. De wetenschappelijke naam van de soort is voor het eerst geldig gepubliceerd in 1916 door Borradaile.